# Dobrogled, Varna
Dobrogled (în bulgară Доброглед) este un sat în comuna Aksakovo, regiunea Varna,  Bulgaria. 

## Demografie
Componența etnică a satului Dobrogled
     Turci (1,42%)
     Bulgari (82,91%)
     Nicio identificare (15,65%)
     Altele (0%)
La recensământul din 2011, populația satului Dobrogled era de 281 locuitori. Din punct de vedere etnic, majoritatea locuitorilor (82,91%) erau bulgari, cu o minoritate de turci (1,42%). Pentru 15,65% din locuitori nu este cunoscută apartenența etnică.